# 中断されたスチーム・アイロンの把手
『中断されたスチーム・アイロンの把手』（ちゅうだんされたスチーム・アイロンのはしゅ）は、村上春樹の短編小説。

## 概要
本作品は「①」と「②」の2編から成る。安西水丸著『POST CARD』（学生援護会、1986年7月）に収録された。同書の但し書きによれば、初めに「②」が『別冊小説現代短篇&コラム特集号』（講談社）1986年SPRING号に掲載されたことになっている。現在に至るまで村上の単行本には収録されていない。『村上春樹全作品』シリーズにも未収録のままである。
村上の短篇小説でおなじみの「渡辺昇」（安西水丸の本名）が「壁面芸術家」として登場する。また、渡辺の助手の「山口雅広」はアート・ディレクター、装丁家の山口昌弘がモデルである。山口は村上がかつて経営していたジャズ喫茶「ピーター・キャット」の従業員だった。村上、安西、山口の交流の模様は、村上のエッセイ集『村上朝日堂』、『村上朝日堂の逆襲』に詳しい。また山口は「山口陽堂」名義で、上記『POST CARD』の装丁を担当している。

## あらすじ
「僕」は2カ月前に処女詩集『出前・回収・洗滌』を出版した、26歳の詩人である。アルバイトに冗談で歌詞を書いた中森明菜のレコード「傷だらけの傷痕」は既に120万枚も売れていた。
「僕」の住むマンションの壁に「壁面芸術家」渡辺昇が絵を描くことになった。管理人によれば「先生がこのマンションの前をたまたま通りかかれたところ、壁を見てパッと霊感を得られたらしいですな」とのことだった。
足場がちょうど「僕」の住む4階の窓の高さまで組まれると、大工といれちがいに渡辺とその助手の山口がやってきた。渡辺は水筒に入れた日本酒をくいくいと飲みながら助手の山口に負けない大声で猥褻なことばをわめきちらし、山口は16個もスピーカーのついたラジオ・カセットで童謡を一日流し続けた。
『鳩よ!』の編集部に電話をかけ、詩の完成が遅れている理由を説明すると、2、3日実家のある北海道に行ったらどうかとすすめられる。「お帰になるまでにこちらでうまくカタはつけておきますよ」と編集者は言った。
北海道から戻ると二人の姿はなく、部屋の窓の真下あたりに巨大な把手のような絵が残されていた。
しばらくして『芸術新潮』2月号に、渡辺昇のインタビューと共に「中断されたスチーム・アイロンの把手」の絵のカラー写真が載った。